# Ri Jong-ok
Ri Jong-ok (* 10. Januar 1916 in Sŏngjin, Provinz Hamgyŏng-pukto; † 23. September 1999) war ein Politiker der Koreanischen Demokratischen Volksrepublik (KDVR), besser bekannt als Nordkorea.

## Leben
Ri Jong-ok war ein Weggefährte des ersten Staatsoberhauptes der KDVR, Kim Il-sung, und gehörte bis zum Ende der japanischen Herrschaft über Korea dessen antijapanischer Partisanenarmee an. In der 1948 gegründeten sozialistischen KDVR bekleidete er verschiedene Posten im Staatsapparat und der führenden Partei der KDVR, der Partei der Arbeit Koreas (PdAK). Von 1977 bis 1984 war er Vorsitzender des Ministerrates (Regierungschef) und von 1984 bis 1998 offiziell stellvertretender Staatspräsident. 1998 wurde er zum stellvertretenden Vorsitzenden des Präsidiums der Obersten Volksversammlung gewählt. Zum Zeitpunkt seines Todes 1999 war er Mitglied des Zentralkomitees der PdAK. Seit dem Tod Kim Il-sungs und der faktischen Machtübernahme durch dessen Sohn Kim Jong-il im Jahre 1994 wurde Ri jedoch zunehmend aus dem Kreis der staatlichen Führungselite verdrängt.

## Veröffentlichungen
- Ri Dschong Ok: Grußansprache an den XI. Parteitag der Sozialistischen Einheitspartei Deutschlands. (in: Protokoll des XI. Parteitages der Sozialistischen Einheitspartei Deutschlands. Dietz Verlag Berlin 1986. ISBN 3-320-00663-0)

| Personendaten    | Personendaten                                  |
| ---------------- | ---------------------------------------------- |
| NAME             | Ri, Jong-ok                                    |
| ALTERNATIVNAMEN  | 리종옥 (Hangeul); 李鐘玉 (Hanja)               |
| KURZBESCHREIBUNG | nordkoreanischer Politiker (Ministerpräsident) |
| GEBURTSDATUM     | 10. Januar 1916                                |
| GEBURTSORT       | Sŏngjin, Provinz Hamgyŏng-pukto                |
| STERBEDATUM      | 23. September 1999                             |